# Зцілення чоловіка з водянкою

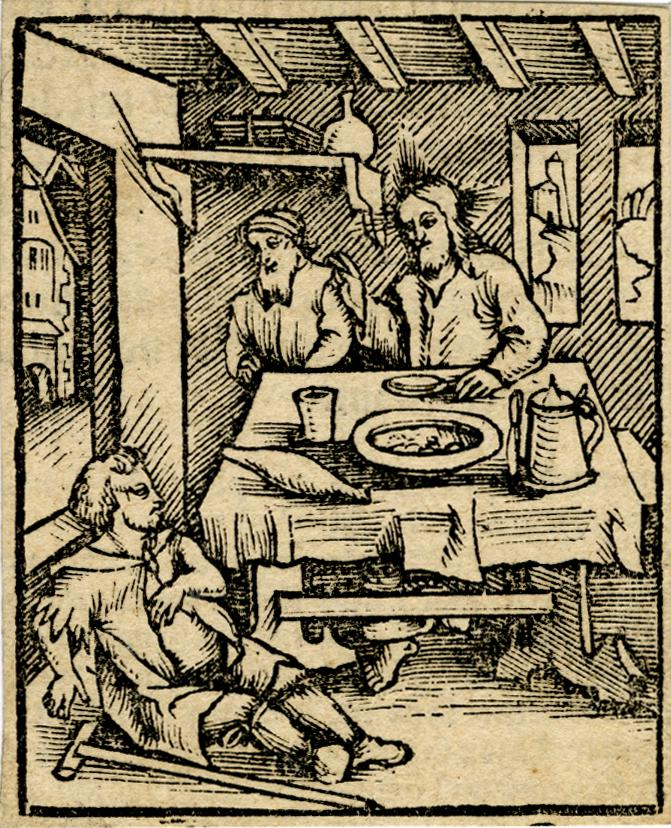
Зцілення чоловіка з водянкою. Ілюстрація книги 'Postilla super Epistolas et Evangelia', Базель. Michael Furter, 1511.

Зцілення чоловіка з водянкою — євангельська подія, одно з чудес Ісуса Христа описана у Євангелії від Луки: Лк. 14:1-6. У той період подорожі Ісуса відбулося загострення відносин фарисеїв до «зміни мислення», що приніс Ісус і яка проганяла старий формалістичний світогляд. Формалізм фарисеїв і книжників тяжів над умами людей.

## Подія
Згідно з євангельською розповіддю, Ісус під час своєї подорожі по Юдеї, одної суботи він зайшов у дім якогось визначного фарисея спожити страву, і вони за ним пильно спостерігали.
Ця подія подібна до епізоду з вилікуванням згорбленої жінки. Різниця тільки у тому, що при зціленні чоловіка з водянкою противники Ісуса не такі їдкі й мовчать. Тому цей епізод відноситься за місцем по другий бік Йордану і можна зробити висновок, що фарисеї й законовчителі тої місцевості, дальшої від Єрусалиму, були менше фанатичні й дріб'язкові від фарисеїв Юдеї. Єврейська традиція вказувала, щоб у суботу опікувалися лише хворими, яким безпосередньо загрожувала небезпека. Ісус переступає цей кодекс, оскільки хоче показати, що він приносить нове послання і що вільні, безкорисливі вчинки, які можуть врятувати, не повинні бути зафіксовані в законі.